# Tháng 12 năm 2020
Trang này dành cho tin tức về các sự kiện xảy ra được báo chí thông tin trong tháng 12 năm 2020. Tháng này, sẽ bắt đầu vào thứ ba, và kết thúc vào thứ năm sau 31 ngày.

## Thứ 3 ngày 1
- Chính quyền Trump áp trừng phạt lên Tổng công ty xuất nhập khẩu điện tử quốc gia Trung Quốc (CEIEC) vì  công ty này hỗ trợ các hoạt động của Tổng thống Venezuela Nicolás Maduro, gồm việc hạn chế truy cập Internet và giám sát các nhân vật chính trị. (Tuổi Trẻ)

## Thứ 4 ngày 2
- Họa sĩ Trung Quốc Fu Yu tạo ra bức ảnh giả về binh sĩ Australia giết trẻ em Afghanistan, châm ngòi cuộc khẩu chiến giữa hai nước. (vnExpress)
- Thủ lĩnh phong trào "ô dù" Joshua Wong bị tòa án Hong Kong kết án 13,5 tháng tù vì tham gia các cuộc biểu tình năm ngoái. (vnExpress)
- Biden nói sẽ không vội vàng bỏ thỏa thuận giai đoạn một Trump ký với Trung Quốc, nhưng sẽ chống lại "thủ đoạn lợi dụng" thương mại của Bắc Kinh. (vnExpress)
- Đại dịch COVID-19
  - Anh Quốc đã trở thành quốc gia đầu tiên trên thế giới phê duyệt vaccine ngừa virus cororna của Pfizer/BioNTech để đưa vào sử dụng rộng rãi. Khoảng 10 triệu liều sẽ sớm có, với 800.000 liều đầu tiên sẽ đến Anh trong vài ngày tới. (BBC)
  - Đức có thêm 17.270 ca nhiễm mới và 487 ca tử vong mới, kỷ lục từ khi bắt đầu đại dịch corona.
  - Trong vòng một ngày hơn 2500 người chết vì dịch corona ở Mỹ, con số ca nhiễm mới là hơn 180.000, với khoảng 99.000 người bệnh đang được điều trị ở bệnh viện.
- Bầu cử tổng thống Hoa Kỳ 2020
  - Một quan chức bầu cử tiểu bang Georgia nói Tổng thống Donald Trump phải chịu trách nhiệm về bất kỳ bạo lực nào phát sinh từ cáo buộc gian lận bầu cử không có căn cứ mà ông đã gây ra. (BBC)
  - Bộ trưởng Tư pháp Hoa Kỳ William Barr nói bộ tư pháp không tìm thấy bằng chứng nào chứng minh cho những tuyên bố có gian lận của Tổng thống Donald Trump trong cuộc bầu cử năm 2020. (BBC)

## Thứ 5 ngày 3
- Chính quyền tổng thống Mỹ Donald Trump vào ngày 02/12/2020 ban hành các quy định mới siết chặt thêm chế độ thị thực nhập cảnh Mỹ đối với đảng viên Đảng Cộng sản Trung Quốc và gia đình của họ, thời hạn thị thực nhập cảnh chỉ còn là một tháng, và chỉ có giá trị một lần duy nhất.  (RFI)
- Hải quân Mỹ sẽ tái lập Hạm đội Đại Tây Dương để đáp ứng "thách thức hàng hải chưa từng có" tại khu vực khi Nga ngày càng mạnh hơn. (vnExpress)
- Hơn 1.000 nhà nghiên cứu Trung Quốc đã rời Mỹ trong bối cảnh nước này bắt đầu xử lý những cáo buộc đánh cắp công nghệ. (vnExpress)
- Đại dịch COVID-19
  - Có ít nhất sáu nhà báo công dân Trung Quốc bị chế độ bỏ tù vì dám điều tra, lưu trữ những tài liệu về thực tế đại dịch ở Vũ Hán. Chính quyền Bắc Kinh dưới sự lãnh đạo của Tập Cận Bình muốn rằng người dân chỉ được phép nhớ đến « chiến thắng » trước con virus.  (RFI)
  - Trong khi Trung Quốc đang tìm cách viết lại nguồn gốc virus corona trong những đợt tuyên truyền gần đây, một tài liệu gồm 117 trang, được chuyển cho đài truyền hình CNN (Mỹ), cho thấy chính quyền tỉnh Hồ Bắc đã im lặng về số ca nhiễm cúm vào tháng 12/2019 cao hơn 20 lần so với năm trước tại nhiều thành phố của tỉnh, trong đó có Vũ Hán. (RFI)

## Thứ 6 ngày 4
- Ông trùm truyền thông Hong Kong và ủng hộ dân chủ Jimmy Lai (Lê Trí Anh) đã bị buộc tội gian lận và bị giam giữ cho đến khi ra tòa vào tháng 4 năm sau. (BBC)
- Tổ chức nhân quyền Safeguard Defenders hôm 2/12 công bố cuốn sách Hướng dẫn áp dụng Luật Magnitsky, mà họ nói do bà Phạm Đoan Trang đóng vai trò biên tập, trước khi bà bị tạm giam tại Việt Nam. (BBC)
- Quốc hội Mỹ muốn ngăn chặn trong thời điểm hiện tại cuộc rút quân ồ ạt của lính Mỹ khỏi Đức mà Tổng thống đương nhiệm Donald Trump đã lên kế hoạch.  (Welt)
- Bầu cử tổng thống Hoa Kỳ 2020
  - Ngày càng xa rời thực tế, Tổng thống Donald Trump đọc một bài phát biểu dài tới 46 phút về kết quả cuộc bầu cử đã mang lại chiến thắng cho ông Joe Biden bên đảng Dân chủ. Nhà lãnh đạo Mỹ phát biểu rằng thực ra ông mới là người đã thắng cử.  (VOA)
  - Biên độ chênh lệch phiếu bầu của Biden so với Trump mở rộng lên hơn 7 triệu, trong khi Trump vẫn kiên trì cáo buộc gian lận bầu cử. (vnExpress)
- Đại dịch COVID-19
  - Tổng thống đắc cử Mỹ Joe Biden cho biết ông sẽ yêu cầu người dân Mỹ đeo khẩu trang trong 100 ngày đầu tiên ông nắm quyền để hạn chế sự lây lan của virus corona. (BBC)
  - Mỹ ghi nhận hơn 211.762 ca nhiễm mới và 2.858 ca tử vong, con số kỷ lục từ khi dịch bùng phát, nâng tổng số ca nhiễm ở Mỹ lên 14.535.196 ca và số ca tử vong lên 282.929, tính đến tối 3/12. Số ca nhập viện ở Mỹ cũng lên tới 100.000. (vnExpress)
  - Ý báo cáo thêm 993 ca tử vong - nhiều hơn bao giờ hết trong vòng một ngày. Tổng số 58.038 người đã chết vì vi rút. Số ca nhiễm được xác nhận tăng từ 23.225 lên 1,66 triệu. (SZ)
- Cô bé Gitanjali Rao, 15 tuổi,  được tạp chí Time vinh danh là "Thiếu niên của năm" nhờ nhiều phát minh công nghệ, trong đó có xử lý nước uống ô nhiễm. (vnExpress)

## Thứ 7 ngày 5
- Bộ Ngoại giao Mỹ ngày 4-12 cho biết đã ngưng 5 chương trình trao đổi văn hóa với Trung Quốc, cáo buộc chúng là 'công cụ tuyên truyền quyền lực mềm'. (Tuổi Trẻ)

## Thứ 2 ngày 7
- Gần 13.000 người tại một khu dân cư ở thành phố Frankfurt, Đức, ngày 6/12 phải sơ tán để chính quyền gỡ ngòi nổ một quả bom từ Thế chiến II. (vnExpress)
- Đại dịch COVID-19
  - Cảnh sát trưởng hạt Orange từ chối thi hành lệnh phong tỏa mới của Thống đốc California bởi đây không phải "nhiệm vụ hành pháp". (vnExpress)
- Truyền thông Iran loan tin khẩu súng máy sát hại ông Mohsen Fakhrizadeh - nhà khoa học hạt nhân Iran, đã được điều khiển bằng vệ tinh và chính xác tới mức vợ ông ngồi cùng xe nhưng không bị thương. (Tuổi Trẻ)
- Trong tương lai, EU muốn có hành động mạnh mẽ hơn đối với những người có tham dự vào các cuộc tra tấn, bắt làm nô lệ hoặc bạo lực tình dục có hệ thống. Từ giờ trở đi các tài khoản của họ có thể sẽ bị đóng băng và bị cấm nhập cảnh. (Spiegel)

## Thứ 3 ngày 8
- Bầu cử tổng thống Hoa Kỳ 2020
  - Tổng thư ký Georgia Raffensperger lần thứ ba tuyên bố ứng viên Dân chủ Biden giành chiến thắng tại bang này sau nhiều lần kiểm phiếu lại. (vnExpress)
- Đại dịch COVID-19
  - Hai nhà sản xuất vaccine của Mỹ là Pfizer và Moderna từ chối lời mời tham dự "Hội nghị vaccine" tại Nhà Trắng do Trump đưa ra.  (vnExpress)
- Giới chức Ấn Độ đang điều tra căn bệnh bí ẩn gọi là "hội chứng Eluru" đã khiến gần 300 người nhập viện vì co giật, bất tỉnh, một người chết. (vnExpress)
- Mỹ cấm vận 14 quan chức Ủy ban Thường vụ quốc hội Trung Quốc với cáo buộc thúc đẩy nghị quyết cho Hong Kong bãi nhiệm nghị sĩ đối lập. (vnExpress)
- Tổ chức Phóng viên không Biên giới (RSF) hôm 7/12 khởi động một chiến dịch kêu gọi thả tự do cho nhà báo độc lập Phạm Đoan Trang, hai tháng sau khi blogger bất đồng chính kiến này bị bắt với cáo buộc "tuyên truyền chống Nhà nước" Việt Nam. (VOA)

## Thứ 4 ngày 9
- Bộ Tài chính Mỹ thông báo sẽ trừng phạt 6 công ty  trong lĩnh vực vận tải biển đặt trụ sở tại Trung Quốc, Việt Nam, Anh Quốc và Bắc Triều Tiên, vì vi phạm lệnh cấm của Liên Hợp Quốc, có liên quan đến hoạt động buôn lậu than đá của Bắc Triều Tiên.(RFI)
- Bầu cử tổng thống Hoa Kỳ 2020
  - Tối cao Pháp viện Hoa Kỳ ngày 8/12 từ chối ngăn tiểu bang Pennsylvania chính thức hoá chiến thắng của ông Joe Biden trong cuộc bầu cử Tổng thống 3/11 tại bang này. (VOA)
  - Tiểu bang Texas ngày 8/12 tuyên bố đã kiện các bang Georgia, Michigan, Pennsylvania và Wisconsin lên Tối cao Pháp viện, gọi những thay đổi những tiểu bang này thực hiện về thủ tục bầu cử giữa đại dịch virus corona là bất hợp pháp. (VOA)
- Đại dịch COVID-19
  - Du thuyền "không điểm đến" của Royal Caribbean phải cắt ngắn chuyến đi ngày 9/12, sau khi một hành khách dương tính với nCoV. (vnExpress)
  - Đức báo cáo 590 người tử vong vì Corona trong vòng một ngày, vượt qua kỷ lục trước đó là 487 người vào thứ 4 tuần trước. (n-tv)
  - Mỹ cho biết có 219.944 người nhiễm Corona trong vòng 1 ngày, con số cao thứ 2, số người chết là 2597 nâng tổng số lên 286.000.  (n-tv)

## Thứ 5 ngày 10
- Nhân Ngày Quốc tế Nhân quyền 10/12, phái đoàn đại diện Liên Hiệp Châu Âu tại Bắc Kinh đã mời khoảng 40 luật sư đấu tranh dân chủ đến họp mặt nhưng đa số đều bị ngăn chận tại nhà. (RFI)
- Đại sứ Liên Hiệp Châu Âu (EU) tại Trung Quốc hôm nay 10/12/2020 tuyên bố châu Âu và Hoa Kỳ cần sát cánh với nhau để đối phó với chính sách ngoại giao hung hăng của Trung Quốc, và phối hợp với các nước khác trong khu vực trong hồ sơ Biển Đông. (RFI)
- Trung Quốc lên tiếng phản đối sau khi Bộ Ngoại giao Mỹ duyệt hợp đồng bán khí tài liên lạc quân sự trị giá 280 triệu USD cho Đài Loan. (vnExpress)
- Bộ ngoại giao Trung Quốc tuyên bố sẽ rút lại quy chế miễn thị thực đối với những người có hộ chiếu ngoại giao Mỹ đến Hong Kong, Macau, để đáp lại vụ Mỹ trừng phạt 14 quan chức Trung Quốc. (tuoitre)
- Bộ Tài chính Mỹ áp đặt các biện pháp trừng phạt với ông Wan Kuok Koi, trùm băng đảng khét tiếng 14K Hội Tam hoàng với biệt danh "Răng Gãy", cáo buộc y đang mở rộng các hoạt động tội phạm khắp Đông Nam Á. (tuoitre)
- Bầu cử tổng thống Hoa Kỳ 2020
  - 27 nghị sĩ Cộng hòa thúc giục Trump chỉ đạo Bộ trưởng Tư pháp Barr chỉ định một công tố viên đặc biệt để điều tra bất thường bầu cử. (vnExpress)
  - Tổng thống Trump yêu cầu Tòa án Tối cao vô hiệu hóa hàng triệu phiếu bầu từ 4 bang chiến trường mà Biden giành chiến thắng. (vnExpress)
  - Toàn bộ 50 bang và thủ đô Washington đã chứng nhận kết quả bầu cử và cử tri đoàn dự kiến xác nhận tân tổng thống vào đầu tuần tới. (vnExpress)
- Đại dịch COVID-19
  - Phó thủ tướng Nga cảnh báo người dân không uống rượu, dùng thuốc ức chế miễn dịch trong 42 ngày sau khi tiêm vaccine Covid-19. (vnExpress)
  - Trump cho rằng việc Mỹ ghi nhận nhiều ca Covid-19 nhất thế giới là điều "tuyệt vời", bởi việc bị lây nhiễm virus "là một loại vaccine cực mạnh". (vnExpress)
  - Mỹ có cột mốc mới đáng ngại với hơn 3.000 ca tử vong vì COVID-19 trong ngày 9-12. Số bệnh nhân nhập viện để điều trị COVID-19 cũng tăng trên khắp cả nước với cột mốc mới là 105.805 ca vào cuối ngày 9-12. (tuoitre)
  - Thủ tướng Angela Merkel yêu cầu Đức áp đặt các biện pháp cứng rắn hơn khi người chết ở Đức do Covid-19 cao kỷ lục gần 600 người trong một ngày. (vnExpress)
- Hunter Biden, con trai của Joe Biden, bị điều tra liên bang về các khoản thuế, chỉ vài ngày trước khi cử tri đoàn xác nhận chiến thắng của cha. (vnExpress)

## Thứ 6 ngày 11
- Tập đoàn Facebook ngày 10/12 tuyên bố đã truy ra dấu vết nhóm tin tặc OceanLotus, hay còn gọi là APT32, thực ra là xuất phát từ một công ty đặt ở Việt Nam. (BBC)
- Sau 4 tiếng xét xử kín, TAND Hà Nội xác định Nguyễn Đức Chung có vai trò chính trong vụ án nên phạt ông 5 năm tù về tội "Chiếm đoạt tài liệu bí mật nhà nước". (BBC)
- Luật an ninh quốc gia Hồng Kông
  - Nhân danh Luật An ninh Quốc gia do Bắc Kinh áp đặt, tư pháp Hồng Kông ngày 11/12/2020 truy tố nhà tỷ phú Lê Trí Anh (Jimmy Lai) về tội « thông đồng với các thế lực nước ngoài » đe dọa an ninh quốc gia. (RFI)
- Thượng đỉnh Liên Âu đồng thuận quyết trừng phạt một số cá nhân trong chính quyền Ankara, có liên quan đến các chương trình thăm dò tài nguyên tại vùng đông Địa Trung Hải. (RFI)
- Bộ Nội vụ Đức ngày 11/12/2020 thông báo chấm dứt lệnh cấm trục xuất người tỵ nạn Syria về nước vì lý do nhân đạo, ban hành năm 2012.  (RFI)
- Đại dịch COVID-19
  - Jose Canales dùng dao dọa giết toàn bộ nhân viên tại một nhà hàng ở New Jersey sau khi bị từ chối phục vụ vì không đeo khẩu trang. (vnExpress)
- Bầu cử tổng thống Hoa Kỳ 2020
  - Texas được sự ủng hộ của 17 tiểu bang khác trong nỗ lực đòi Tối cao Pháp viện hủy bỏ kết quả của các bang Georgia, Michigan, Pennsylvania và Wisconsin. (VOA)
  - Các bang Georgia, Michigan, Pennsylvania và Wisconsin hôm 10/12 thúc giục Tối cao Pháp viện Hoa Kỳ bác bỏ đơn kiện do Texas nộp và được Tổng thống Donald Trump ủng hộ. 20 bang khác và thủ đô Washington gửi ý kiến tới tòa ủng hộ 4 bang Georgia, Michigan, Pennsylvania và Wisconsin. (VOA)

## Thứ 7 ngày 12
- Blogger Ruhollah Zam, con trai một đạo sĩ hồi giáo, bị hành quyết bằng treo cổ về tội tuyên truyền chống chính quyền và kêu gọi nổi dậy.  (spiegel)
- Một thỏa thuận mật 5 năm liên quan đến di trú giữa Thụy Sĩ với Trung Quốc vừa hết hạn. Theo thỏa thuận này « công an Trung Quốc có thể tới Thụy Sĩ và tiến hành các điều tra (về những người cư trú bất hợp pháp, trong diện bị trục xuất) mà không cần báo trước với chính quyền Thụy Sĩ ». (RFI)
- Việt Nam và Anh ký một thỏa thuận thương mại, mở đường cho một hiệp định tự do thương mại giữa 2 nước, sau khi Anh rời khỏi Liên Hiệp Châu Âu ngày 01/01/2021. (RFI)
- Bầu cử tổng thống Hoa Kỳ 2020
  - Tòa án Tối cao Hoa Kỳ ngày 11/12 bác đơn kiện do tiểu bang Texas đệ trình và được Tổng thống Donald Trump hậu thuẫn nhằm tìm cách vô hiệu hóa kết quả bầu cử ở bốn bang chiến trường. (VOA)
  - Gần hai phần ba cử tri ở Mỹ nói kết quả của cuộc bầu cử tổng thống năm 2020 là chính xác và tin tưởng ứng cử viên Đảng Dân chủ Joe Biden giành chiến thắng một cách chính đáng trong khi đại đa số những người theo Đảng Cộng hòa tin rằng có gian lận cử tri tràn lan. (VOA)
  - Tạp chí Đức Der Spiegel chọn Trump là "Người thua cuộc của năm", nhấn mạnh sự cố chấp của ông sau khi thất cử trước Biden. (vnExpress)
- Đại dịch COVID-19
  - 5 gen quan trọng liện hệ đến các ca COVID nặng, theo báo cáo của các nhà khoa học hôm 11/12. Cuộc nghiên cứu này cũng chỉ ra một vài loại thuốc hiện hành có thể được dùng để chữa trị những người có nguy cơ lâm bệnh nặng vì virus corona.  (VOA)
  - Cơ quan Quản lý thực phẩm và dược phẩm (FDA) Mỹ cấp phép sử dụng khẩn cấp cho vắcxin của hãng Pfizer/BioNTech, vắcxin  COVID-19 đầu tiên tại nước này. (tuoitre)
  - Một thư ngỏ của nhiều nhà khoa học hàng đầu tại Nga vừa được công bố, phê phán việc thiếu dữ kiện khiến vaccine Sputnik V 'trở thành con tin của chính trị'. (BBC)

## Chủ nhật ngày 13
- Bầu cử tổng thống Hoa Kỳ 2020
  - Trump chỉ trích Tòa án Tối cao vì bác đơn kiện đòi lật ngược kết quả bầu cử và gọi Bộ trưởng Tư pháp William Barr là "nỗi thất vọng". (vnExpress)
  - Biểu tình phản đối kết quả bầu cử ở thủ đô Washington bùng phát thành bạo lực khi người ủng hộ Trump đụng độ với nhóm chống lại ông. (vnExpress), (theguardian)

## Thứ 2 ngày 14
- Hàng loạt dịch vụ của Google đã gặp sự cố trên toàn cầu. (Báo Thanh Niên)

## Thứ 3 ngày 15
- Bộ trưởng Tư pháp Hoa Kỳ William Barr sẽ từ chức trước Giáng sinh, Tổng thống Donald Trump thông báo. (BBC)
- Mỹ thông báo trừng phạt cơ quan chính phủ Thổ Nhĩ Kỳ vì hợp đồng mua tên lửa S-400 của Nga, cho rằng nó đe dọa an ninh của Washington. (vnExpress)
- Bầu cử tổng thống Hoa Kỳ 2020
  - Joe Biden nói rằng "ý dân đã thắng" sau khi việc đắc cử tổng thống của ông được cử tri đoàn Hoa Kỳ chính thức xác nhận. (BBC)
  - Paul Mitchell, nghị sĩ Cộng hòa tại Michigan, thông báo rời đảng vì "ghê tởm" những nỗ lực lật ngược kết quả bầu cử của Trump.  (vnExpress)
- Đại dịch COVID-19
  - Theo số liệu thống kê đến ngày hôm qua, 14/12/2020, số người tử vong vì Covid-19 tại Hoa Kỳ đã vượt 300 nghìn  và thêm hown 200 nghìn ca nhiễm trong 24 giờ. (RFI)

## Thứ 4 ngày 16
- Tòa án Hình sự Quốc tế (CPI) chuyên xét xử tội ác diệt chủng, hôm 14/12/2020 đã từ chối mở điều tra về việc đàn áp người Duy Ngô Nhĩ tại Tân Cương, vì Trung Quốc không phải là thành viên. (RFI)
- Ngày 14/12/2020, Quốc hội Hàn Quốc đã thông qua dự luật gây tranh cãi nhằm cấm thả các truyền đơn đả kích Kim Jong Un và chế độ Bắc Triều Tiên sang bên kia biên giới liên Triều. (RFI)
- Úc thách thức thuế Trung Quốc áp lên xuất khẩu lúa mạch của nước này trong đơn kiện gửi cho Tổ chức Thương mại Thế giới (WTO). (BBC)
- Liên minh châu Âu công bố các dự thảo luật nhằm gây áp lực buộc các công ty công nghệ lớn nhất thế giới phải loại bỏ nội dung có hại và phải điều chỉnh đáng kể phương thức hoạt động tạo khả năng cho các hãng khác có cơ hội cạnh tranh hơn.  (NYT)
- Bầu cử tổng thống Hoa Kỳ 2020
  - Lãnh đạo phe Cộng hoà ở Thượng viện Mỹ, thượng nghị sĩ Mitch McConnell, ngày 15/12 thúc giục các thượng nghị sĩ Cộng hoà chớ tham gia cùng bất cứ dân biểu Cộng hoà nào ở Hạ viện có thể phản đối kết quả bầu cử TT, khi Quốc hội họp mặt vào ngày 6/1 để thông qua kết quả. (VOA)
  - Vụ việc này khiến Tổng thống Donald Trump không hài lòng. Trên mạng xã hội Twitter và Facebook, Trump viết: "Quá sớm để bỏ cuộc. Đảng Cộng hòa phải học cách chiến đấu. Mọi người đang giận dữ". (tuoitre)
- Thẩm phán bang ra phán quyết yêu cầu Tập đoàn Trump nộp các tài liệu liên quan đến bất động sản đang bị Tổng chưởng lý New York điều tra. (vnExpress)
- Đại dịch COVID-19
  - Các cơ quan y tế ở Đức báo cáo 27.728 ca nhiễm coronavirus mới, 952 người chết trong vòng một ngày vì Covid-19. (FAZ)

## Thứ 5 ngày 17
- Bitcoin lập kỷ lục mới, vượt 22.000 USD (Vnexpress)
- Bắt đầu tiêm thử nghiệm vaccine Covid-19 Việt Nam  (Vnexpress)
- Bộ Ngoại giao Mỹ ngày 16/12 loan báo áp đặt chế tài lên Công ty Vận tải Khí và Hóa chất Việt Nam, theo sắc lệnh hành pháp 13846 vì cố ý tham gia, trong hoặc sau ngày 5/11/2018, trong một vụ giao dịch quan trọng để vận chuyển sản phẩm dầu từ Iran. (VOA)
- Ngày 16/12, Bộ Tài chính Mỹ ra báo cáo "Chính sách kinh tế vĩ mô và ngoại hối của các đối tác thương mại lớn của Mỹ", trong đó xác định Việt Nam và Thụy Sĩ thao túng tiền tệ. (vnExpress)
- Cơ quan CSĐT Công an TP.HCM (PC03) đã khởi tố bị can, bắt tạm giam ông Tất Thành Cang về tội 'vi phạm quy định về quản lý, sử dụng tài sản nhà nước gây thất thoát lãng phí'. (tuoitre)
- Indonesia sẽ cung cấp miễn phí vaccine ngừa COVID-19 cho người dân, Reuters đưa tin, dẫn lời Tổng thống Joko Widodo nói hôm 16/12. (VOA)
- Đại dịch COVID-19
  - Số tử vong 3,102 người trong ngày 15/12, con số cao hàng thứ ba kể từ khi đại dịch bắt đầu, nâng tổng số người chết tại Mỹ lên thành 304.178 người, theo số liệu của Reuters. Số ca nhiễm ở mức 16,7 triệu, chiếm khoảng 5% dân số nước Mỹ. (VOA)
  - Công ty FosunPharma của Trung Quốc sang năm sẽ nhập ít nhất 100 triệu liều vac-xin chống virus corona chủng mới của hãng Đức BioNTech. FosunPharma cho biết sẽ trả trước 250 triệu euro cho 50 triệu liều. (RFI)

## Thứ 6 ngày 18
- Tổng thống đắc cử Joe Biden sẽ đề cử một người Mỹ bản địa, Dân biểu Deb Haaland, làm Bộ trưởng Bộ Nội vụ trong chính quyền của mình, truyền thông Mỹ cho biết. (BBC)
- Nghị Viện Châu Âu ra nghị quyết tố cáo Trung Quốc đàn áp nhiều sắc tộc thiểu số, « vi phạm nhân phẩm, chà đạp các quyền tự do tín ngưỡng, ngôn luận, quyền tự do hội họp trong ôn hòa ». (RFI)

## Thứ 7 ngày 19
- Các công tố viên Hoa Kỳ cáo buộc một cựu giám đốc điều hành của Zoom làm gián đoạn các cuộc họp video đánh dấu kỷ niệm cuộc đàn áp biểu tình sinh viên ở Quảng trường Thiên An Môn năm 1989 nhân danh chính phủ Trung Quốc. (BBC)
- Hoa Kỳ cảnh báo các quốc đảo ở Thái Bình Dương về mối đe dọa an ninh khi một công ty Trung Quốc giảm giá đấu thầu xây dựng một tuyến cáp internet ngầm xuyên biển thuộc một dự án phát triển quốc tế tại khu vực. (VOA)
- Văn phòng Cao ủy Nhân quyền Liên Hợp Quốc hôm 18/12 kêu gọi Thái Lan sửa đổi luật cấm xúc phạm hoàng gia, nói rằng trong mấy tuần gần đây, luật này đã được sử dụng chống lại ít nhất 35 nhà hoạt động, có người chỉ mới 16 tuổi. (VOA)
- Ngoại trưởng Mỹ Mike Pompeo đổ lỗi cho Nga về vụ tấn công mạng tồi tệ nhất từ trước đến nay nhằm vào chính phủ Mỹ. Vụ hack, lợi dụng yếu điểm phần mềm của công ty SolarWinds, được phát hiện vào tuần trước nhưng đã diễn ra trong nhiều tháng. (BBC)
- Vệ binh Quốc gia Nga mới đây đã ký với bộ Nội vụ Belarus một thỏa thuận hợp tác trong lĩnh vực giữ gìn trật tự, trong lúc làn sóng phản đối ông Alexander Loukachenko tái đắc cử tổng thống từ hồi mùa hè năm nay vẫn chưa chấm dứt. (RFI)
- Liên đoàn Công nghiệp Anh, tập hợp 190.000 công ty, kêu gọi Liên Hiệp Châu Âu vì cuộc khủng hoảng đại dịch trì hoãn việc áp dụng các biện pháp kiểm soát hải quan mới trong vòng một năm mà có thể có hiệu lực vào ngày 1 tháng 1 năm 2021. (RFI)

## Chủ nhật ngày 20
- Tổng thống Mỹ Donald Trump ngày 19-12 phủ nhận về chiến dịch tấn công trên diện rộng nhắm vào lưới mạng của Chính phủ Mỹ, đồng thời đặt nghi vấn Trung Quốc chứ không phải Nga là bên đứng sau vụ việc.  (tuoitre)
- Thượng nghị sĩ Cộng hòa Mitt Romney cho rằng Tổng thống Trump luôn có "một điểm mù" trong các vấn đề liên quan đến Nga. (vnExpress), (CNN) Lưu trữ ngày 21 tháng 12 năm 2020 tại archive.today
- Bộ Ngoại giao Mỹ vào hôm qua, 19/12/2020 đã xác nhận việc đóng cửa lãnh sự quán tại Vladivostok, miền Viễn Đông Nga, và đình chỉ hoạt động của lãnh sự quán ở Yekaterinburg, miền Oural. (RFI)
- Theo quy định mới, có hiệu lực kể từ ngày 18/01/2021, mọi dự án đầu tư nước ngoài vào công nghiệp Trung Quốc sẽ phải trải qua nhiều cuộc « kiểm tra thấu đáo » và phải có sự chấp thuận của chính quyền. Bắc Kinh quy định các lĩnh vực từ nông nghiệp đến năng lượng giao thông, internet và các ngành dịch vụ tài chính đều thuộc diện « nhậy cảm ». (RFI)
- Ngày 17/12/2020, Tòa án Trọng Tài Thể thao (TAS), cấp phán xử cao nhất của thể thao thế giới đã ra án phạt cấm Nga trong 2 năm không được tham gia các cuộc thi đấu thể thao thế giới. (RFI)
- Bầu cử tổng thống Hoa Kỳ 2020
  - 'Lời nói dối của năm 2020 là Joe Biden đã thắng!', Tổng thống Mỹ Donald Trump viết trên Twitter ngày 20-12, dẫn lời như vậy của nữ biên tập viên Christina Bobb của truyền hình OANN. (tuoitre)
- Đại dịch COVID-19
  - Trung tâm Kiểm soát và phòng ngừa dịch bệnh Mỹ (CDC) ngày 19-12 đưa ra khuyến cáo về việc tiêm chủng COVID-19 đối với người có tiền sử dị ứng, đồng thời thông báo đang giám sát các trường hợp dị ứng vắcxin. (tuoitre)
  - Hà Lan cấm tất cả chuyến bay từ Anh từ nay đến ngày 1/1/2021, sau khi nước này ghi nhận ca nhiễm chủng virus corona mới đang lưu hành ở Anh. (vnExpress)
  - Cơ quan Y tế Pháp công bố chiều tối 18/12/2020, tổng cộng từ đầu dịch cho tới nay Pháp có 60.229 người chết vì virus corona, đứng thứ ba châu Âu, sau Ý và Anh Quốc. (RFI)
- Phạm Nhật Vượng của Tập đoàn Vingroup tuyên bố thành lập giải thưởng khoa học và công nghệ quốc tế hàng năm VinFuture

## Thứ 2 ngày 21
- Bầu cử tổng thống Hoa Kỳ 2020
  - Nhiều tướng Mỹ đương nhiệm hoặc nghỉ hưu chỉ trích Michael Flynn, cựu cố vấn an ninh quốc gia của Trump, vì khuyến nghị Tổng thống thiết quân luật để tổ chức bầu cử lại. (vnExpress)
- Đại dịch COVID-19
  - Ireland, Đức, Pháp, Italy, Hà Lan và Bỉ bắt đầu áp lệnh cấm đi lại đối với Anh, sau khi nước này báo cáo phát hiện một biến thể coronavirus mới, lây nhiễm mạnh hơn và "vượt tầm kiểm soát".  (BBC)
  - Mỗi công dân Hoa Kỳ bị ảnh hưởng đặc biệt nặng nề bởi đại dịch được 600 đô la: Đảng Cộng hòa và Đảng Dân chủ trong Quốc hội đã thông qua viện trợ tài chính gần 900 tỷ đô la. (spiegel)
  - Chủ tịch Hiệp hội Bảo vệ Trẻ em Đức, Heinz Hilgers, không hy vọng đại dịch corona sẽ giảm đi nhiều  vào ngày 10 tháng 1. Ông kêu gọi kéo dài kỳ nghỉ Giáng sinh cho tới cuối tháng Giêng, thay vào đó cắt giảm một nửa kỳ nghỉ hè. (FAZ)
  - Biden tiêm vaccine Covid-19 trên truyền hình trực tiếp (vnExpress)
- Thậm chí vào cuối tuần qua, EU và Anh vẫn không thể thống nhất về một hiệp ước thương mại Brexit. Theo Nghị viện EU, điều này có nghĩa là một thỏa thuận có thể không còn được phê chuẩn vào cuối năm nay. (spiegel)
- Bão Krovanh gây gió cấp 9 ở Trường Sa (vnExpress)

## Thứ 3 ngày 22
- Cựu thủ tướng Nhật Bản Abe Shinzo ngày 21-12 bị các công tố viên thẩm vấn về vụ việc liên quan những khoản chi tổ chức tiệc tùng không được báo cáo khi ông còn tại nhiệm. (tuoitre)
- Nhà đối lập Nga Alexey Navalny khẳng định đã dùng điện thoại, giả danh một quan chức an ninh cao cấp của Nga, đánh lừa được một trong những nhân viên đặc vụ Nga dính líu đến vụ ông bị đầu độc khai sự thật. (RFI)
- Thêm một bộ trưởng Mỹ phủ nhận tuyên bố của tổng thống mãn nhiệm về vụ tin tặc tấn công các cơ quan chinh phủ. Bộ trưởng Tư pháp Bill Barr tuyên bố « chắc chắn Nga đứng sau vụ tấn công mạng » được phát hiện hôm 14/12/2020. (RFI)
- Đại dịch COVID-19
  - Hơn 40 nước cấm người nhập cảnh từ Anh vì lo ngại về sự lây lan biến thể mới của virus corona (BBC)

## Thứ 4 ngày 23
- Nhạc sĩ Lam Phương vừa qua đời tại California, Mỹ ở tuổi 83 sau khi quá trình điều trị vì chứng bệnh tim và tai biến mạch máu não trở nặng. (bbc)
- Tàu khu trục Mỹ vào gần Trường Sa để thực hiện 'tự do hàng hải' (bbc
- Putin ký phê chuẩn luật cho phép các cựu tổng thống Nga được hưởng quyền miễn trừ truy cứu trách nhiệm hình sự trọn đời. (vnExpress)
- Gần 72% người Hàn Quốc tẩy chay hàng hóa Nhật Bản trong hai năm qua. Phong trào tẩy chay hàng Nhật ở Hàn Quốc bắt đầu từ tháng 07/2019 để phản đối việc Tokyo hạn chế xuất khẩu một số nguyên liệu công nghiệp sang Hàn Quốc.  (RFI)
- Bầu cử tổng thống Hoa Kỳ 2020
  - Giám đốc an ninh công ty cung cấp máy bầu cử Dominion kiện chiến dịch Trump cùng một số hãng truyền thông vì hành vi bôi nhọ. (vnExpress)
- Đại dịch COVID-19
  - Tổng thống Mỹ nói mức hỗ trợ người dân trong dự luật kích thích kinh tế được quốc hội thông qua là quá thấp và yêu cầu sửa đổi. (vnExpress)
  - Đức trong vòng 24 giờ có 962 người chết vì nhiễm bệnh Corona, con số cao nhất kể từ khi có đại dịch này. Số người nhiễm bệnh mới  là  24.740. Số người nhiễm mới trong 7 ngày qua cứ mỗi 100.000 dân là 195,1, so với hôm qua 197,6 con số cao nhất tới nay. (FAZ)
  - Châu Âu trở thành khu vực đầu tiên trên thế giới vượt ngưỡng 500.000 người thiệt mạng vì virus corona, tính từ đầu mùa dịch Covid-19 đến ngày 22/12/2020. (RFI)
  - Sau khi được cơ quan dược phẩm châu Âu bật đèn xanh, Ủy ban Châu Âu cho biết là chiến dịch tiêm chủng sẽ bắt đầu vào Chủ Nhật 27/12 một cách có phối hợp tại 27 quốc gia thành viên. (RFI)

## Thứ 5 ngày 24
- Các cuộc đàm phán giữa Liên minh châu Âu và Trung Quốc về một thỏa thuận đầu tư đã bị đình trệ ở giai đoạn cuối vì Trung Quốc đưa ra những đòi hỏi phụ trội về năng lượng hạt nhân. (VOA)
- Nước Pháp chỉ phê chuẩn thỏa thuận bảo hộ đầu tư giữa Liên Hiệp Châu Âu và Trung Quốc đang tăng tốc đàm phán nếu Bắc Kinh cam kết phê chuẩn công ước của Tổ chức Lao động Quốc tế cấm cưỡng bách lao động. (RFI)
- Chính quyền Trung Quốc chính thức điều tra các cáo buộc độc quyền đối với Tập đoàn thương mại điện tử Alibaba, đồng thời triệu tập cuộc họp với Công ty tài chính Ant (Ant Group) do tỉ phú Jack Ma sáng lập. (tuoitre)
- Theo một báo cáo chính thức, hơn một nửa số người trưởng thành ở Trung Quốc, hay hơn nửa tỷ người, đang bị thừa cân. (bbc)
- Paris Saint-Germain sa thải huấn luyện viên Thomas Tuchel. (Spiegel)
- Trump tiếp tục ân xá cho thông gia Charles Kushner và 25 người khác, trong đó có cựu giám đốc chiến dịch tranh cử Paul Manafort, cựu cố vấn Roger Stone của mình.  (vnExpress)
- Thượng nghị sĩ Cộng hòa Ben Sasse chỉ trích việc Trump đồng loạt ân xá cho các đồng minh, coi đây là hành động "mục nát". (vnExpress)
- Tổng thống Mỹ Donald Trump bác bỏ đạo luật chi tiêu quốc phòng vốn nhận được sự ủng hộ mạnh mẽ của cả hai đảng Dân chủ và Cộng hòa, cho rằng đạo luật này có lợi cho Nga và Trung Quốc. (tuoitre)
- Bối cảnh chia rẽ chính trị và bất ổn xã hội chưa từng có khiến doanh số bán lẻ súng tăng vọt ở Mỹ. Theo Đài ABC, người Mỹ mua tới 21 triệu khẩu súng trong năm 2020, cao hơn 73% so với cùng kỳ năm ngoái.  (tuoitre)
- Bầu cử tổng thống Hoa Kỳ 2020
  - Trump tiếp tục kêu gọi bổ nhiệm công tố viên đặc biệt điều tra cáo buộc gian lận bầu cử trước khi Bộ trưởng Tư pháp Barr rời nhiệm sở. (vnExpress)
- Đại dịch COVID-19
  - Covid-19: Anh phát hiện thêm biến chủng mới, đến từ Nam Phi (bbc)
  - 'Hàng rào' muộn màng ngăn chủng nCoV mới (vnExpress)
- 'Sao Mộc và sao Thổ trùng tụ' lần đầu sau 800 năm, gợi nhớ Ngôi sao Bethlehem (BBC)

## Thứ 6 ngày 25
- EU và Vương quốc Anh đã chính thức đạt được thỏa thuận thương mại cho giai đoạn sau Brexit, qua được 8 tháng đàm phán căng thẳng. (BBC)
- Sau hơn 30 năm, Vương quốc Anh rút khỏi chương trình Erasmus châu Âu dành cho sinh viên như một phần của thỏa thuận hậu Brexit. (Spiegel)
- Maia Sandu, 48 tuổi, nữ tổng thống đầu tiên của Moldavia,  một thành viên của Liên Xô cũ, tuyên thệ nhậm chức. (RFI)
- Bầu cử tổng thống Hoa Kỳ 2020
  - Luật sư Sidney Powell tố các trợ lý Nhà Trắng đã ngăn bà tiếp xúc với Tổng thống và không cho phối hợp với ông để lật ngược kết quả bầu cử TT. (vnExpress)
  - Trong đoạn tweet được đăng lên (cả trên facebook), ông Trump 'kể tội' ít nhất 8 thượng nghị sĩ Đảng Cộng hòa đã được ông 'cứu' nhưng nay ngồi im nhìn ông thất cử. (tuoitre)

## Thứ 7 ngày 26
- Vụ nổ súng xảy ra ở thủ đô Berlin chỉ một ngày sau lễ Giáng sinh, khiến ít nhất 4 người bị thương, trong khi chưa tìm được nghi phạm. (vnExpress), (Welt)
- Chính quyền Nga đã điều tra hình sự với một phụ nữ là đồng minh của ông Alexei Navalny sau khi cô tới nhà viên đặc vụ FSB mà ông Navalny cáo buộc đã tham gia vụ đầu độc ông. (tuoitre)
- Chiếc Boeing 737-8 MAX của Air Canada phải chuyển hướng đến thành phố Tucson, bang Arizona, Mỹ do vấn đề động cơ, vài tuần sau khi được bay trở lại. (vnExpress)
- Đại dịch COVID-19
  - Giới chức y tế hạt Los Angeles cảnh báo số ca tử vong do Covid-19 tăng kỷ lục, khi cứ 10 phút có một người chết vì đại dịch. (vnExpress)
  - Bác sĩ chuyên khoa ung thư Hossein Sadrzadeh ở Boston bị dị ứng nghiêm trọng sau khi tiêm vaccine Covid-19 của Moderna, nhưng đã hồi phục. (vnExpress), (NYP)
  - Pháp xử lý nhanh đơn xin quốc tịch của gần 700 nhân viên tuyến đầu người nước ngoài để ghi nhận công lao của họ trong cuộc chiến chống Covid-19. (vnExpress)
  - Viện Butantan của Brazil, chuyên trách sản xuất và phân phối vac-xin của Trung Quốc tại quốc gia này, cho biết tỉ lệ hiệu quả của vac-xin Coronavac chỉ hơn 50%.  (RFI)

## Chủ nhật ngày 27
- Trung Quốc quyết định sửa đổi Luật Quốc phòng, đưa thêm « không gian » và « không gian mạng » vào lĩnh vực hoạt động quân sự.  (RFI)
- Phó ban đối ngoại đảng Cộng sản Trung Quốc đến Kathmandou sáng 27/12/2020 để làm việc với người đứng đầu của hai nhánh trong đảng Cộng sản Nepal trong tình trạng thủ tướng Nepal,  thuộc Đảng, bị chỉ trích « quá thân » Bắc Kinh, đã giải tán Quốc hội dù đảng CS chiếm đa số. (RFI)
- Trump chỉ trích các tạp chí về phong cách sống hàng đầu của Mỹ vì không đưa hình Melania lên trang bìa nào trong 4 năm ông tại nhiệm. (vnExpress)
- Bầu cử tổng thống Hoa Kỳ 2020
  - Tổng thống Mỹ Donald Trump tiếp tục kêu gọi Đảng Cộng hòa đấu tranh chống lại gian lận bầu cử và gọi hệ thống bầu cử Mỹ như một nước thuộc thế giới thứ ba. (tuoitre)
- Đại dịch COVID-19
  - Hàng triệu người Mỹ chứng kiến trợ cấp thất nghiệp của họ hết hạn vào ngày thứ Bảy sau khi Tổng thống Mỹ Donald Trump từ chối kí thành luật gói chi tiêu và cứu trợ đại dịch trị giá 2,3 ngàn tỉ đôla, lấy lý do khoản tiền này không đủ giúp đỡ người lao động. (VOA)
  - Tổng thống Philippines Rodrigo Duterte dọa sẽ hủy một thỏa thuận quân sự quan trọng với Mỹ nếu Washington không sớm chuyển hàng triệu liều vaccine Covid-19 cho nước này. (vnExpress)
  - Các bác sĩ, y tá và người cao tuổi trên khắp Liên minh châu Âu hôm nay được nhận những mũi tiêm vaccine Covid-19 đầu tiên. (vnExpress)
  - Chính quyền Nhật quyết định đóng cửa biên giới với khách nước ngoài kể từ ngày mai 28/12 vì làn sóng dịch Covid-19. Biện pháp này sẽ kéo dài đến ngày 31/01/2021. (RFI)

## Thứ 2 ngày 28
- Bắc Kinh thông báo đã phê chuẩn hiệp định dẫn độ được ký kết với Ankara năm 2017. Văn bản này sẽ cho phép thúc đẩy nhanh hơn nữa thủ tục cho hồi hương một số người Duy Ngô Nhĩ bị nghi ngờ là « khủng bố ». (RFI)
- Cảnh sát xác định Anthony Quinn Warner là kẻ gây ra vụ nổ sáng Giáng sinh ở Nashville và y đã thiệt mạng tại hiện trường. (vnExpress)
- Tổng thống Mỹ ký dự luật chi tiêu trị giá 2,3 nghìn tỷ USD được quốc hội thông qua trước đó, gồm gói cứu trợ Covid-19 và cấp ngân sách cho chính phủ liên bang, sau vài ngày trì hoãn. (vnExpress)
- Bầu cử tổng thống Hoa Kỳ 2020
  - Hạ nghị sĩ Cộng hòa Kinzinger gọi việc Tổng thống Trump và đồng minh tiếp tục nỗ lực đảo ngược kết quả bầu cử là "trò lừa đảo". (vnExpress)
- Đại dịch COVID-19
  - Mỹ ghi nhận thêm 166.704 ca nhiễm và 1.247 ca tử vong trong 24 giờ qua, đưa tổng số ca nhiễm lên 19.549.211, trong đó 340.952 người chết. Cứ 1.000 người Mỹ lại có một người chết vì Covid-19. Anh, vùng dịch lớn thứ sáu thế giới, ghi nhận 2.288.345 ca nhiễm và 70.752 ca tử vong, tăng lần lượt 32.340 và 347 trường hợp.(vnExpress)
  - 72 căn hộ chung cư trên đường Sư Vạn Hạnh, phường 9, quận 5, bị phong tỏa do đây là nơi ở của ca nghi nhiễm nCoV có thời gian sống cùng "bệnh nhân 1440". (vnExpress)
  - Một tòa án Trung Quốc tuyên án 4 năm tù đối với một nữ YouTuber, Zhang Zhan, người đưa tin từ thành phố Vũ Hán vào lúc cao điểm của đợt bùng phát dịch COVID-19 vào năm ngoái, với cáo buộc "gây gổ và kích động" (BBC), (VOA)
  - Covid-19: Hàn Quốc phát hiện ca nhiễm biến chủng mới từ Anh (BBC)

## Thứ 3 ngày 29
- Hơn 2/3 nghị sĩ Hạ viện Mỹ bỏ phiếu bác quyền phủ quyết của Trump với dự luật Ủy quyền Quốc phòng 2021. (vnExpress)
- Cục Hàng không liên bang Mỹ (FAA) thông báo máy bay không người lái cỡ nhỏ sẽ được phép bay nơi công cộng và vào ban đêm tại Mỹ, một bước quan trọng hướng tới việc sử dụng rộng rãi máy bay này trong dịch vụ giao hàng thương mại. (tuoitre)
- Bầu cử tổng thống Hoa Kỳ 2020
  - Tổng thống Mỹ Donald Trump kêu gọi những người ủng hộ ông vào ngày 6-1, ngày quốc hội bỏ phiếu xác nhận kết quả bầu tổng thống của cử tri đoàn, hãy tới thủ đô Washington D.C. (tuoitre)
- Giá liên tục tăng giảm hơn 20 USD phiên 28/12, do đồng đôla yếu, thị trường chứng khoán đi lên và Trump ký dự luật cứu trợ. (vnExpress)
- Đại dịch COVID-19
  - Trung tâm Kiểm soát bệnh tật TP HCM sáng 29/12 tìm được người thứ 4 trong nhóm vượt biên từ Myanmar về thành phố qua đường mòn lối mở cùng "bệnh nhân 1451". (vnExpress)
  - Phó thủ tướng Golikova thừa nhận người chết do nCoV ở Nga gấp ba lần báo cáo, khiến nước này trở thành vùng dịch chết chóc thứ ba thế giới. (vnExpress)
  - Hạ viện Mỹ do đảng Dân chủ kiểm soát đã bỏ phiếu thông qua khoản cứu trợ 2.000 USD/người trong Covid-19, phù hợp yêu cầu của Tổng thống Trump. (vnExpress)
  - 8 nhân viên tại một nhà đưỡng lão ở thành phố Stralsund bị tiêm liều vaccine Pfizer gấp nhiều lần mức khuyến cáo, khiến 4 người phải nhập viện. (vnExpress), (n.tv)
  - Bộ Nội vụ Thái Lan sẽ đề xuất chính phủ cho phép 1 triệu lao động nhập cư bất hợp pháp từ Lào, Campuchia, Myanmar đăng ký làm việc hợp pháp nhằm giúp quản lý tốt hơn trước sự lây lan của dịch COVID-19. (tuoitre)
  - Vào lúc đất nước bị dịch bệnh tàn phá nặng nề, tổng thống Brazil Jair Bolsonaro vẫn tìm cách bài bác vac-xin chống Covid-19, nhắc lại rằng ông sẽ không tiêm phòng, đồng thời chê bai loại vac-xin của Pfizer và BioNTech, hiện đang được châu Âu sử dụng. (RFI)

## Thứ 4 ngày 30
- Báo cáo Nhập khẩu Toàn cầu 2020 của Mỹ cho thấy Việt Nam đã tăng thêm 4 bậc, từ vị trí thứ 6 năm 2015 lên vị trí thứ 2 năm nay để trở thành quốc gia xuất khẩu lớn thứ nhì vào thị trường Mỹ. (VOA)
- Ít nhất 7 người chết trong trận động đất mạnh 6,4 độ Richter xảy ra ở miền trung Croatia. (BBC)
- Đại dịch COVID-19
  - Số ca tử vong ở Đức liên quan đến coronavirus lần đầu tiên vượt mốc 1000, đạt mức cao nhất, với 1.129 trường hợp tử vong mới trong vòng một ngày. Ngoài ra có 22.459 ca nhiễm mới. (FAZ)
  - Anh có thêm 53,135 ca coronavirus mới và 458 ca tử vong, tổng cộng 2.382.800 ca nhiễm và  71.567 người chết.  (NYT)
  - Vaccine virus corona AstraZeneca do các nhà khoa học tại Đại học Oxford phát triển đã được phê duyệt sử dụng ở Anh.  (BBC)
  - Luke Letlow, đảng viên Cộng hòa, qua đời ở tuổi 41 do biến chứng Covid-19 hôm 29/12, chỉ vài ngày trước khi nhậm chức nghị sĩ đại diện bang Louisiana. (vnExpress)

## Thứ 5 ngày 31
- Việt Nam đặt nhiều kỳ vọng vào lượng kiều hối đổ dồn trong dịp cuối năm dù Ngân hàng Thế giới dự báo rằng lượng kiều hối năm 2020 của nước này giảm hơn 7%. (VOA)
- Nội các Iran cấp 150.000 đô la cho mỗi gia đình của 176 nạn nhân trên chiếc máy bay Ukraine bị bắn rớt trong không phận Iran hồi tháng Giêng. (VOA)
- Trận lở đất lớn phá hủy nhiều ngôi nhà tại làng Ask gần thủ đô Olso, Na Uy đêm 29/12, khiến 10 người bị thương và 12 người mất tích. (vnExpress)
- Đại dịch COVID-19
  - Bộ Nội Vụ Pháp xác nhận rằng "100.000 cảnh sát và hiến binh sẽ được đặc biệt huy động" trên toàn quốc, và nhất là tại Paris, vào tối 31/12, để thực thi lệnh giới nghiêm từ 8 giờ tối đến 6 giờ sáng. (RFI)
- Bầu cử tổng thống Hoa Kỳ 2020
  - Josh Hawley, từ bang Missouri, là thượng nghị sĩ đầu tiên thông báo sẽ phản đối việc chứng nhận chiến thắng của Joe Biden tại phiên họp quốc hội ngày 6/1. (vnExpress)